# Сарсуела
Дворецът Сарсуела (на испански: Palacio de la Zarzuela) е резиденция и работни офиси на управляващия монарх на Испания, въпреки че официалната резиденция на испанското кралско семейство е Кралският дворец в Мадрид. Дворецът се намира в северозападните покрайнини на Мадрид и е разположен в планината Монте Ел Пардо близо до официалната резиденция на принца и принцесата на Астуриас. Дворецът е собственост на испанското правителство и се управлява от държавна агенция, наречена „Агенция за национално наследство“ (Patrimonio Nacional).
В дворецът Сарсуела живее крал Хуан Карлос I от май 1962 г. до заминаването му в чужбина, след обвинения във финансови некоректности през август 2020 г. След смъртта на генерал Франко кралят и кралицата отказват да се преместят в двореца Ел Пардо, който започва да се използва за посрещането на официални чуждестранни делегации. Не е обявено дали дворецът ще остане дом на съпругата му, кралица София, която не заминава със съпруга си в чужбина. Въпреки че крал Фелипе VI има свой офис в двореца, той и семейството му живеят в Pabellón del Príncipe, намиращ се на изток от двореца Сарсуела.

## История
През 17 век испанският крал Филип IV нарежда да се построи селски дворец или ловна хижа в Ла Сарсуела близо до Мадрид. Смята се, че името „Сарсуела“ произлиза от думата „зарзас“, което означава „къпини“. Това е така поради функцията му като ловна хижа, което означава, че е разположен сред къпини на кралските ловни полета. Дворецът представлява правоъгълна сграда с покрив от плочи с две странични аркади. Крал Карлос IV променя сградата, за да я адаптира към модата от 18 век, и я украсява с гоблени и порцелан, както и с мебели и неговите много обичани часовници.

## Кралска резиденция
Крал Хуан Карлос I и съпругата му кралица София живеят в двореца от брака им през май 1962 г. до изгнанието на Хуан Карлос в чужбина през август 2020 г. Кралица София продължава да живее в Испания. След смъртта на диктатора Франсиско Франко през ноември 1975 г., кралят решава да не се премести в двореца си Ел Пардо, оставяйки го за чуждестранни държавни гости. Той определя Паласио де ла Монклоа за резиденция на председателя на испанското правителство, докато самият той решава да остане в Сарсуела. Кралският дворец в центъра на Мадрид (който е бивша главна резиденция на испанските монарси) е официалната резиденция на краля, въпреки че днес той се използва само по държавни поводи.
През лятото на 2002 крал Фелипе VI се премества в нова резиденция – дворец от 3500 кв. м в близост до Сарсуела.